# Geoparque Araripe
O Geoparque Araripe está localizado no sul do estado do Ceará e é o primeiro geoparque das Américas e do Brasil a ser reconhecido pela UNESCO. Com uma área de 3.796 km², o parque abrange territórios de seis municípios cearenses – Barbalha, Crato, Juazeiro do Norte, Missão Velha, Nova Olinda e Santana do Cariri – e apresenta um vasto patrimônio biológico, geológico e paleontológico.
Inserido na região do Cariri, em meio ao semiárido nordestino, o Geoparque Araripe destaca-se pela riqueza de seus achados fósseis, que incluem a maior concentração mundial de vestígios de pterossauros, registros de mais de 20 ordens de insetos fossilizados e fósseis das primeiras plantas com flores. Esses elementos fazem da região um importante local para o estudo da história da vida na Terra.
O sucesso nos trabalhos do Geoparque do Araripe incentivaram, inclusive, estudos geológicos em outros municípios como Nova Olinda, Crato, Santana do Cariri estarão inseridos também no trabalho. Até os Municípios do entorno, mas que fazem parte da área da Chapada do Araripe, serão visitados, como Araripina, Moreilândia e Exu, cidades já no Estado do Pernambuco. Conforme Idalécio, é importante também verificar e reconhecer o valor geológico existente nessas localidades, que estão no entorno do Geopark.

## Histórico e Reconhecimento
Inicialmente, parte do território que hoje compõe o Geoparque já era protegido como Área de Proteção Ambiental – a Chapada do Araripe – desde 1997. Essa área, situada num planalto entre 700 e 900 metros de altitude, está localizada próximo à divisa do Ceará com os estados do Piauí e Pernambuco. Em setembro de 2006, a região passou a integrar a Rede Global de Geoparques, após ser reconhecida pela UNESCO como um relevante patrimônio geológico e paleontológico mundial. Esse reconhecimento pioneiro impulsionou a criação de outros geoparques no Brasil, que atualmente conta com cinco geoparques, distribuídos entre as regiões Sul e Nordeste.

## Recuperação dos fósseis roubados
Em 2013, 998 fósseis de grande valor científico e histórico foram roubados da região do Geoparque Araripe, no Ceará, sendo posteriormente contrabandeados para a França. O material, datado do período Cretáceo, inclui fósseis de peixes, insetos, aves, plantas e pterossauros, répteis voadores que viveram há mais de 100 milhões de anos. Esse patrimônio paleontológico foi apreendido pelas autoridades alfandegárias francesas no porto de Le Havre em 2013, e os responsáveis pelo tráfico foram posteriormente identificados e presos no Brasil.
Após mais de oito anos de esforços diplomáticos e de segurança pública, um trabalho conjunto entre o Ministério das Relações Exteriores do Brasil (Itamaraty), o corpo diplomático francês e as autoridades competentes resultou na repatriação dos fósseis. Em 24 de maio de 2022, a primeira remessa de quase duas toneladas de fósseis começou a ser enviada de volta ao Brasil, marcando o início do processo de restituição.

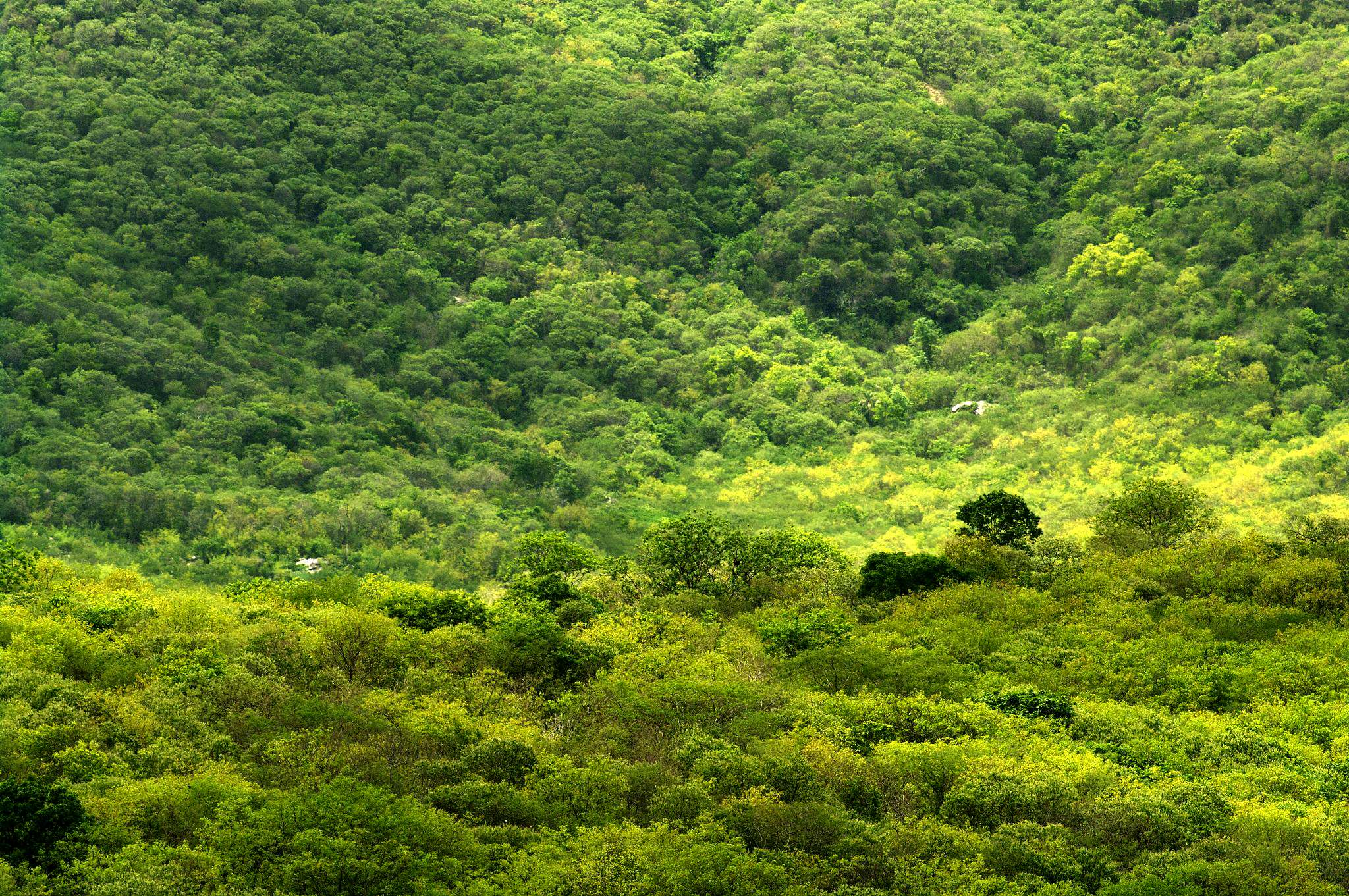
Vista aérea de parte do Geoparque

O ministro da Cidadania, Ronaldo Vieira Bento, representou o Governo Brasileiro na cerimônia realizada em Le Havre, onde enfatizou a importância da repatriação dessas peças, considerando-as um patrimônio cultural e científico do Brasil e da humanidade. O embaixador do Brasil na França, Luis Fernando de Andrade Serra, nomeado em 2019 por Jair Bolsonaro, também destacou a cooperação entre os dois países para o sucesso dessa restituição.
| “                                                                | É o início de uma grande aventura para reaver todas as peças fósseis roubadas que estão aqui na França. Contamos com essa cooperação das autoridades francesas e estamos certos de que haverá outras restituições | ” |
| — Embaixador do Brasil na França, Luis Fernando de Andrade Serra | |   |

| “                                                         | A satisfação vem do fato de termos trabalhado juntos, franceses e brasileiros, para chegarmos a esse magnifico desfecho. Podemos assim restituir a um museu brasileiro esses bens arqueológicos, que serão expostos para o mundo inteiro, em prol da cultura brasileira | ” |
| — diretor geral da aduana francesa, Jean-François Dutheil | |   |

Esses fósseis são essenciais para estudos paleontológicos, uma vez que a região do Araripe é reconhecida como a principal jazida brasileira de fósseis do período Cretáceo e o maior depósito de restos de pterossauros no mundo. A recuperação dos fósseis também simboliza a aplicação da Convenção de 1970 da UNESCO, que visa combater o tráfico ilícito de bens culturais.
O material recuperado será exibido no Museu de Paleontologia Plácido Cidade Nuvens, no Geoparque Araripe, em Santana do Cariri, Ceará, enriquecendo o acervo do museu e promovendo a educação científica e cultural na região.

## Patrimônio Geológico e Paleontológico
A região do Araripe é famosa por suas jazidas de fósseis cretáceos. Dentre os principais achados estão:
- Pterossauros: O geoparque abriga a maior concentração de vestígios desses répteis voadores, contribuindo para a compreensão da evolução dos dinossauros alados.
- Insetos Fossilizados: Com vestígios que representam mais de 20 ordens diferentes, os insetos da Bacia do Araripe datam de aproximadamente 110 milhões de anos, oferecendo dados valiosos sobre a biodiversidade do período Cretáceo.
- Fósseis de Plantas: A preservação dos fósseis das primeiras plantas com flores ilustra as interações iniciais entre insetos e vegetação, fundamentais para entender a evolução dos ecossistemas.

Essas descobertas elevam o valor científico da região, servindo de base para pesquisas em paleontologia e geologia em âmbito mundial.

## Geossítios e Formações Rochosas

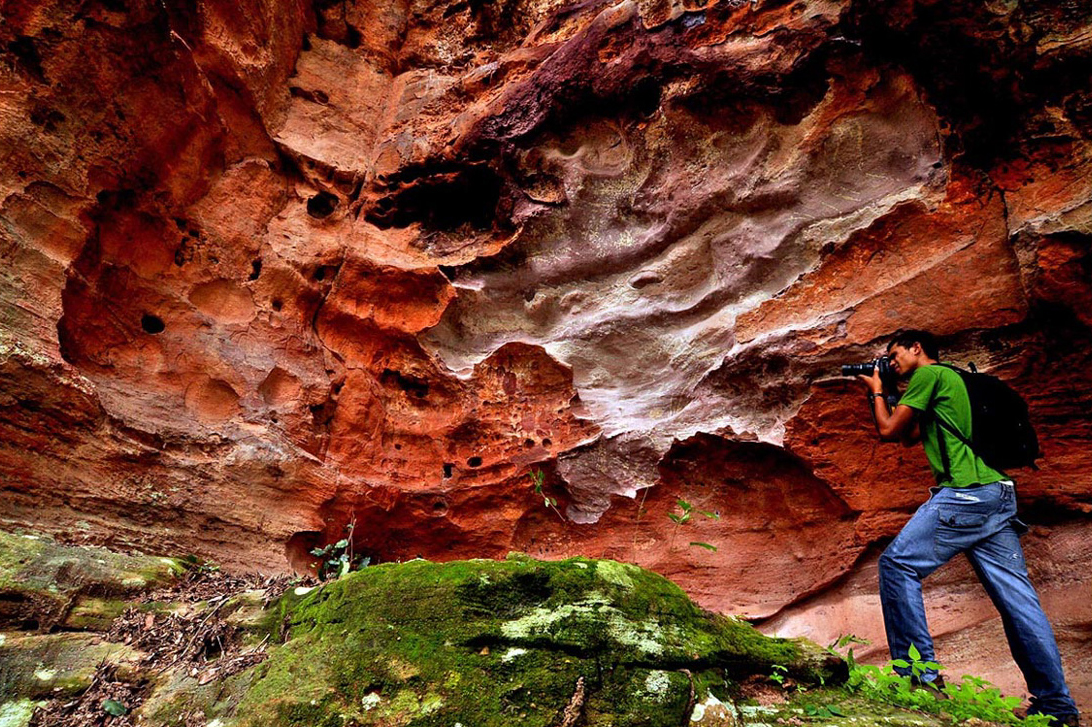
Formações rochosas do Geoparque

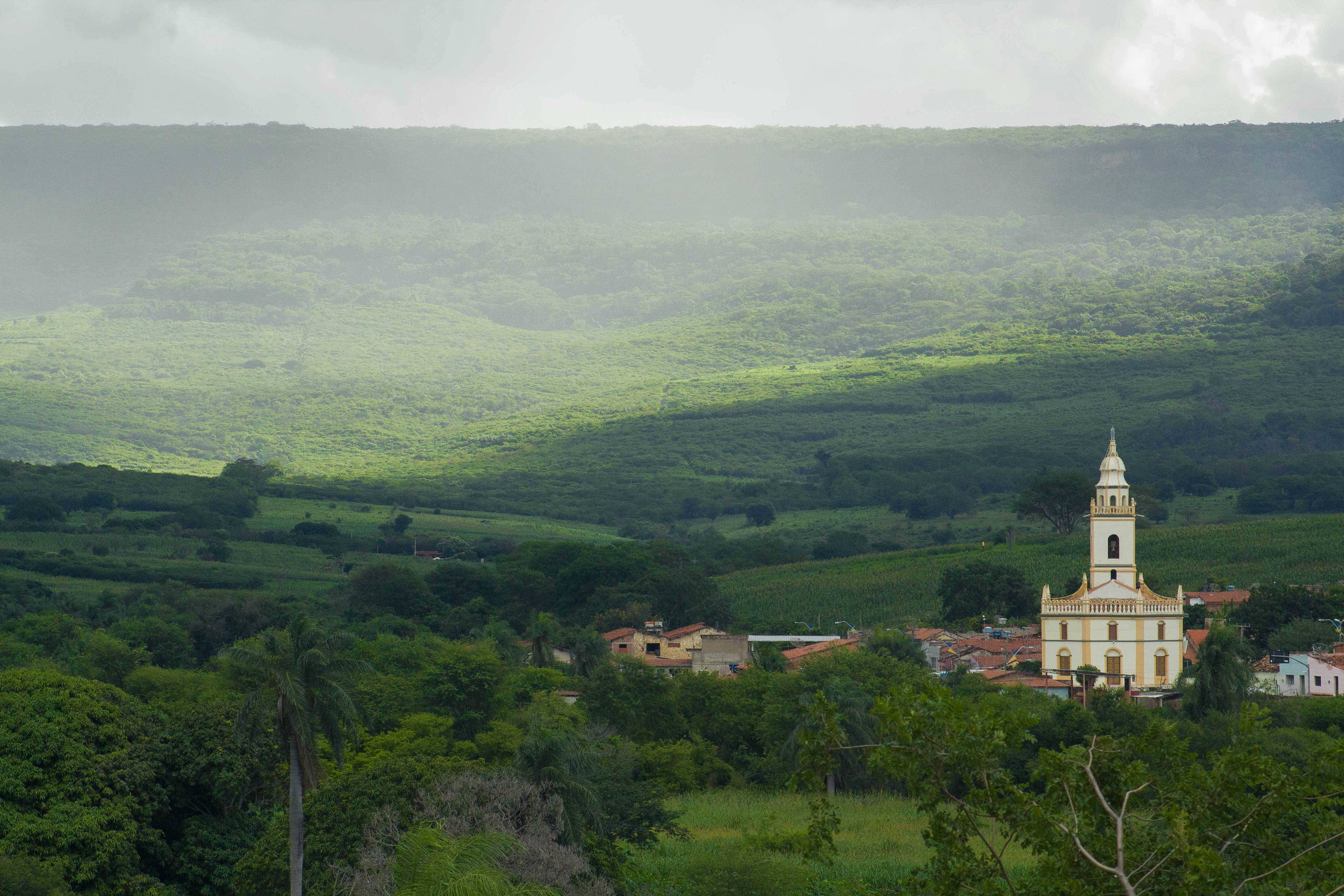
Área de Proteção Ambiental Chapada do Araripe

O Geoparque Araripe possui 11 geossítios abertos à visitação, distribuídos entre os seis municípios que o compõem. Um geossítio é um sítio de relevância científica, cultural e/ou ambiental, reconhecido internacionalmente por suas riquezas. Entre os geossítios destacados, encontram-se:

### Juazeiro do Norte
- Colina do Horto

### Crato
- Batateiras

### Barbalha
- Riacho do Meio
- Arajara
- Mirante do Caldas

Além dos geossítios, o parque abriga diversas formações rochosas de interesse, tais como:

### Nova Olinda

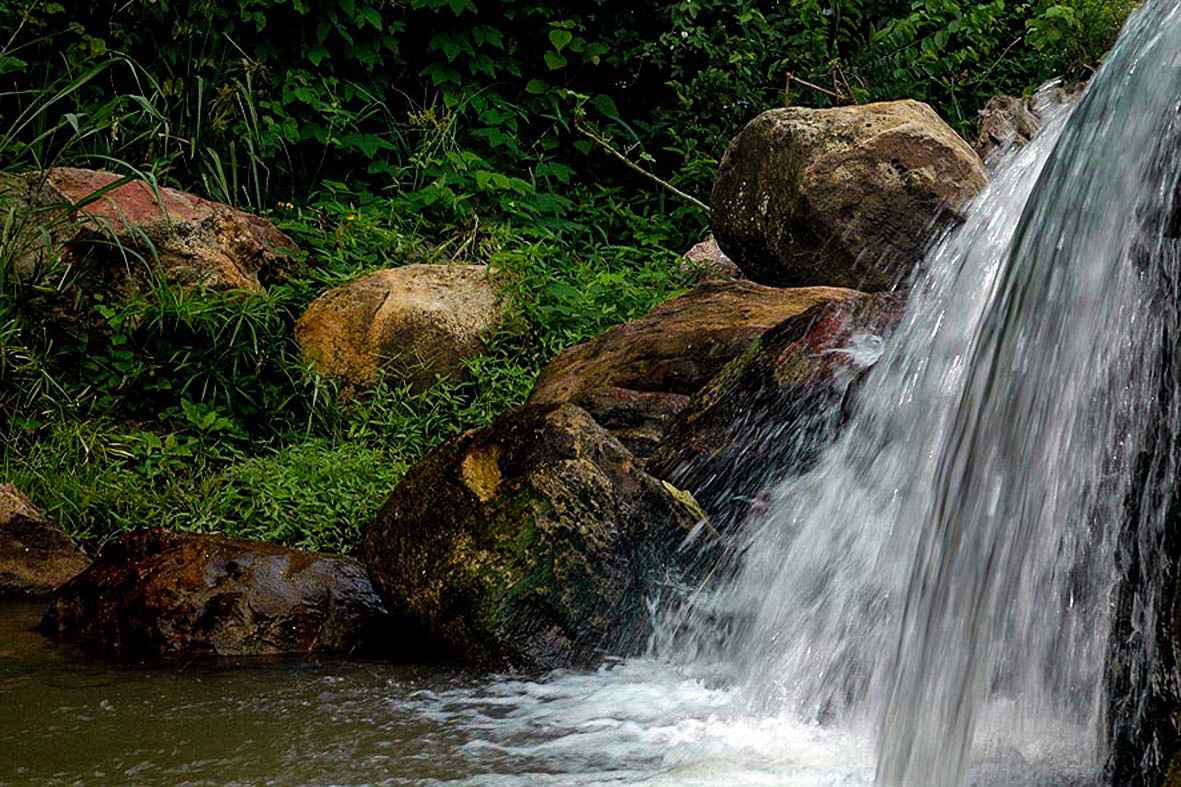
CHAPADA DO ARARIPE

- CHAPADA DO ARARIPEPonte de Pedra
- Pedra Cariri

### Santana do Cariri
- Pontal da Santa Cruz
- Parque dos Pterossauros

### Missão Velha
- Cachoeira de Missão Velha
- Floresta Petrificada

## Impacto Socioeconômico e Cultural

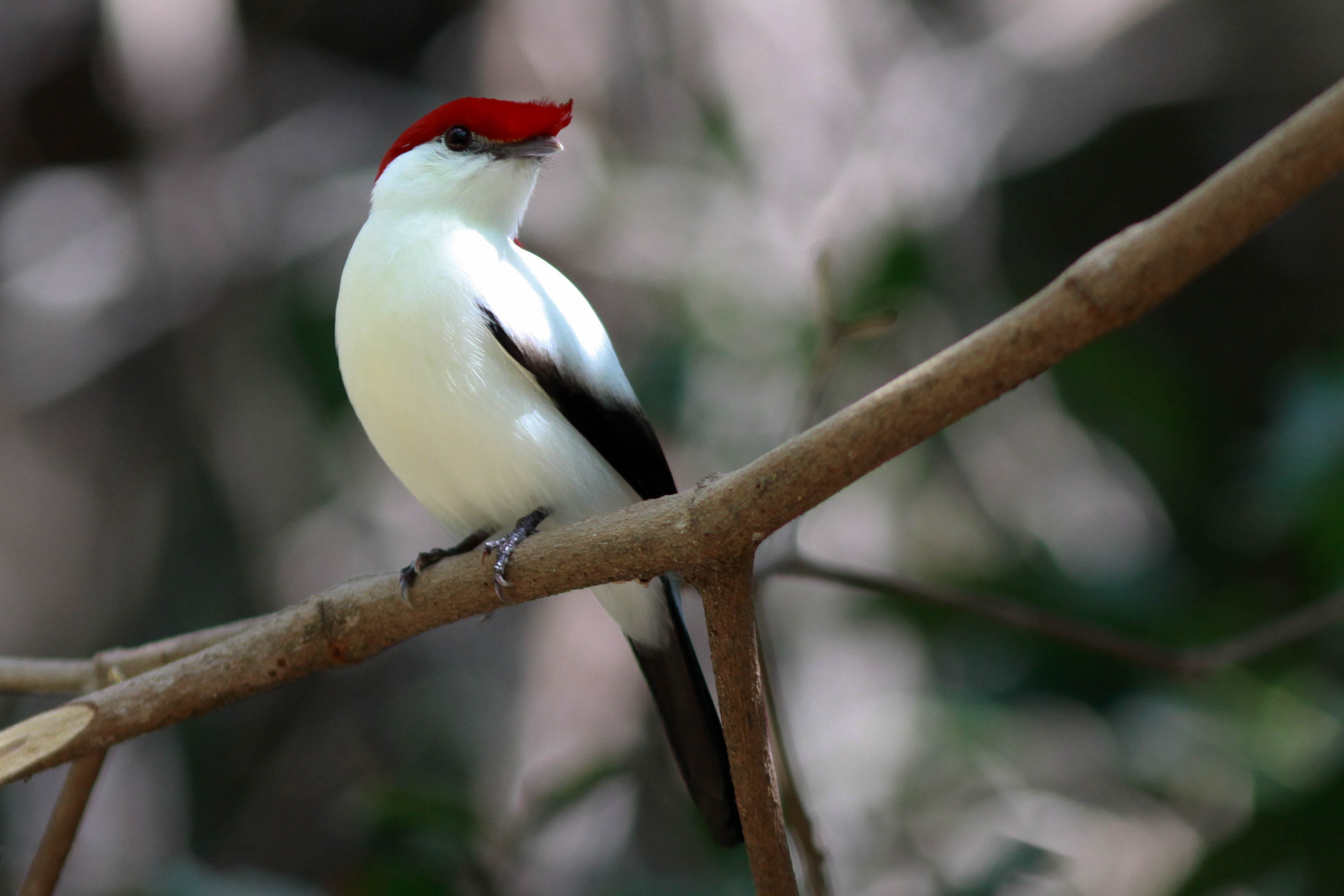
Soldadinho do Araripe

O Geoparque Araripe exerce um impacto significativo na economia e na cultura dos municípios que o compõem. Entre os principais benefícios, destacam-se:
- Turismo Sustentável: A visitação ao parque atrai turistas nacionais e internacionais, contribuindo para a geração de empregos e a melhoria da infraestrutura local.
- Educação Ambiental: Projetos educativos e parcerias com instituições de ensino promovem a conscientização sobre a importância da preservação dos recursos naturais e do patrimônio geológico.
- Valorização da Cultura Local: Espécies endêmicas, como o Soldadinho do Araripe – ave que se tornou símbolo cultural da região – reforçam a identidade local e fortalecem a ligação entre a comunidade e o meio ambiente.

## Popularização na Mídia
O Geoparque Araripe também tem ganhado destaque na mídia e na cultura popular. A obra de ficção científica brasileira "Realidade Oculta", escrita por Tito Aureliano, incorpora elementos dos dinossauros, pterossauros, peixes e plantas do parque, contribuindo para a disseminação do conhecimento sobre a região. Além disso, o movimento popular nas redes sociais, impulsionado pela hashtag #UbirajaraBelongstoBr, reforçou o interesse público na importância paleontológica da Bacia do Araripe, especialmente em relação ao fóssil do dinossauro Ubirajara jubatus.